# Le Quesnel
Le Quesnel település Franciaországban, Somme megyében. Lakosainak száma 780 fő (2022. január 1.). Le Quesnel Arvillers, Beaucourt-en-Santerre, Beaufort-en-Santerre, Caix, Cayeux-en-Santerre, Folies, Fresnoy-en-Chaussée és Hangest-en-Santerre községekkel határos.

## Népesség
A település népességének változása:
| Lakosok száma | 780  | 794  | 811  | 792  | 786  | 780  | 778  | 775  | 780  |
|               | 2013 | 2015 | 2016 | 2017 | 2018 | 2019 | 2020 | 2021 | 2022 |